# Peter Wollen
Peter Wollen est un chercheur en cinéma, connu notamment pour avoir apporté les méthodes du structuralisme et de la sémiotique à l'étude du monde audiovisuel.

## Biographie
Peter Wollen naît le 29 juin 1938 à Woodford. Il fait sa scolarité dans un pensionnat méthodiste à Bath. Il est diplômé de littérature anglaise de l'université d'Oxford.
Dans les années 1960, il écrit pour plusieurs journaux dont la New Left Review sous le pseudonyme Lee Russell.
En 1968, il épouse la critique de cinéma Laura Mulvey. À la même période, il intègre le British Film Institute à la demande de son directeur Paddy Whannel. Il publie dans ce cadre le livre Signs and Meaning in the Cinema, qui vise à aider le public à accéder au monde de l'étude du cinéma. Le livre devient un ouvrage de référence pour le sujet,.
Mulvey et Wollen divorcent en 1993, puis il épouse l'écrivaine Leslie Dick.
Il meurt de la maladie d'Alzheimer le 17 décembre 2019,.